# Federazione pallavolistica della Birmania
La Federazione birmana di pallavolo (eng. Myanmar Volleyball Federation, MVF) è un'organizzazione fondata per governare la pratica della pallavolo in Myanmar.
Organizza il campionato maschile e femminile, e pone sotto la propria egida la nazionale maschile e femminile.
Ha aderito alla FIVB nel 1961.